# Полянское сельское поселение (Скопинский район)
Полянское сельское поселение — муниципальное образование (сельское поселение) в Скопинском районе Рязанской области.
Административный центр — село Поляны.

## История
Полянское сельское поселение образовано в 2006 г.

## Население
| 2010  | 2012  | 2013  | 2014  | 2015  | 2016  | 2017  |
| ----- | ----- | ----- | ----- | ----- | ----- | ----- |
| 1688  | ↗1754 | ↗1776 | ↗1800 | ↘1788 | ↘1756 | →1756 |
| 2018  | 2019  | 2020  | 2021  |       |       |       |
| ↘1727 | ↘1609 | ↗1634 | ↗2551 |       |       |       |

## Состав сельского поселения
| № | Населённый пункт | Тип населённого пункта       | Население |
| - | ---------------- | ---------------------------- | --------- |
| 1 | Дмитриево        | село                         | ↘39       |
| 2 | Ермолово         | село                         | ↘475      |
| 3 | Перики           | деревня                      | ↘7        |
| 4 | Поляны           | село, административный центр | ↘515      |
| 5 | Свинушки         | деревня                      | ↘652      |